# Irene Pepperberg
Irene Pepperberg (Brooklyn, New York, 1 april 1949) is een cognitief psycholoog die bekend is geworden door haar onderzoek naar cognitie in dieren, in het bijzonder bij papegaaien. Zij is adjunct-professor aan de Brandeis University en doceert op de Harvard University. Haar werk naar intelligentie en taalgebruik bij papegaaien bouwt voort op het onderzoek naar taalgebruik bij andere diersoorten zoals chimpansees. Dr. Pepperberg speelt ook een actieve rol in het beschermen van in gevangenschap en in het wild levende papegaaisoorten.

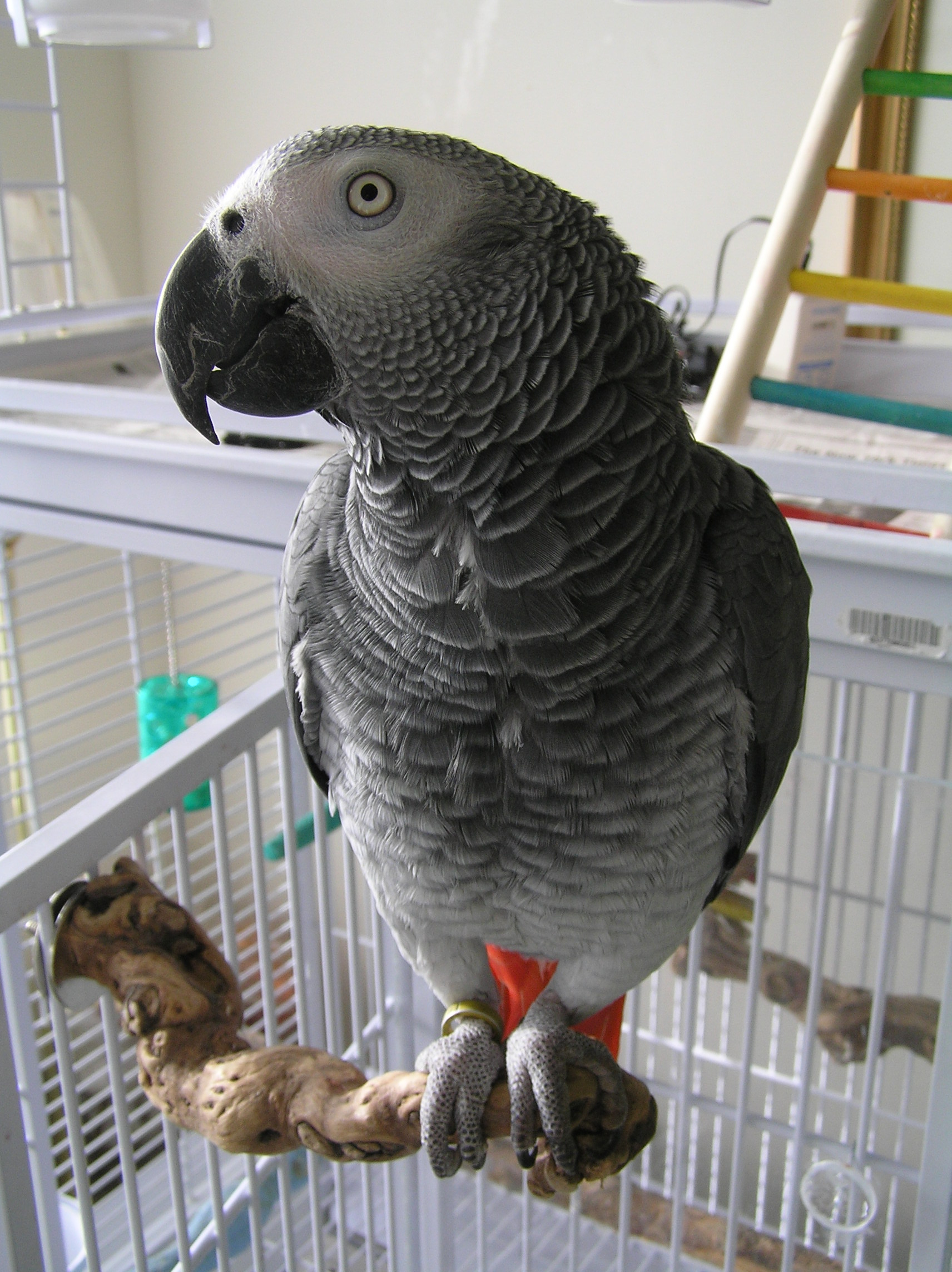
Grijze roodstaartpapegaai

## Onderzoek naar Alex de papegaai
Het is al lang bekend dat papegaaien menselijke stemmen goed kunnen nabootsen. Pepperberg toonde echter aan dat het taalgebruik bij de Afrikaanse grijze roodstaartpapegaai (Psittacus erithacus) ook in andere opzichten leek op de taal van mensen. Zij werkte intensief met een bepaald exemplaar, Alex geheten (een acroniem voor Avian Learning Experiment). Alex verwierf zich een woordenschat van enkele honderden woorden, en was ook in staat de betekenis en syntaxis van woorden en korte zinnen te begrijpen. De woordenschat van Alex viel te vergelijken met die van een tweejarig kind, en zijn gebruik van begrippen was te vergelijken met dat van een vijfjarig kind.
Hij was niet alleen in staat vragen over de voorwerpen te begrijpen, maar kon deze vragen ook verbaal beantwoorden. Bijvoorbeeld op de vraag: ‘geef mij de rode bal’, pakte Alex de rode bal (en niet de groene bal of het rode blokje) met zijn snavel. Ook kon hij de kleur, vorm en materialen van voorwerpen die van papier, hout of metaal waren gemaakt correct benoemen. Zo kon hij verbaal zeven kleuren en vijf vormen uit elkaar houden, met onderscheid van het type materiaal. Als hem bijvoorbeeld vier kurken werden getoond, antwoordde hij op de vraag: ‘hoeveel’?, ‘vier’ Op die manier was hij was in staat wel 100 verschillende objecten van elkaar te onderscheiden. Een andere variant van vragen stellen bestond hierin dat Alex steeds twee voorwerpen werden getoond met de vraag 'zelfde' (same) of 'verschillend' (different).

## Model-rivaal techniek
Een doorbraak in het onderzoek van Pepperberg was de ontwikkeling van een methode waarbij het leren in een sociale context plaatsvindt. Een beloning is bijvoorbeeld waardevoller als een concurrent deze niet krijgt. In dit opzicht vertonen papegaaien ook menselijke trekjes. Deze leermethode komt erop neer dat er een leerling en twee trainers zijn. De een geeft de instructies, en de andere gedraagt zich als een rivaal of als mededinger naar beloning voor een bepaalde prestaties. Trainer en model wisselen ook van rol, zodat de leerling ziet dat het proces volledig interactief is. Alex moest daarbij als leerling dus voortdurend wedijveren met een menselijke rivaal.

## Evaluatie
Hoewel intensief werk met een enkel dier (zoals Alex) het gevaar in zich sluit van het Kluger Hans-effect (een effect waarbij de trainer door houding of beweging onbewust bepaalde signalen uitzendt), heeft Pepperbergs werk laten zien dat taalgebruik bij bepaalde vogels verder reikt dan alleen maar nazeggen, en ook elementen bevat van taalbegrip. Het lijkt niet waarschijnlijk dat het gedrag van Alex louter toe te schrijven is aan conditionering.
Ook biedt de door Pepperberg ontwikkelde model-rivaal techniek perspectieven voor toepassing bij autistische of leergestoorde kinderen. Inderdaad zijn bij sommige van deze kinderen hiermee goede resultaten behaald. Pepperberg onderzoekt ook in hoeverre andere papegaaien van dezelfde en andere soort tot dezelfde cognitieve prestaties in staat zijn.